# وليام زمرلي

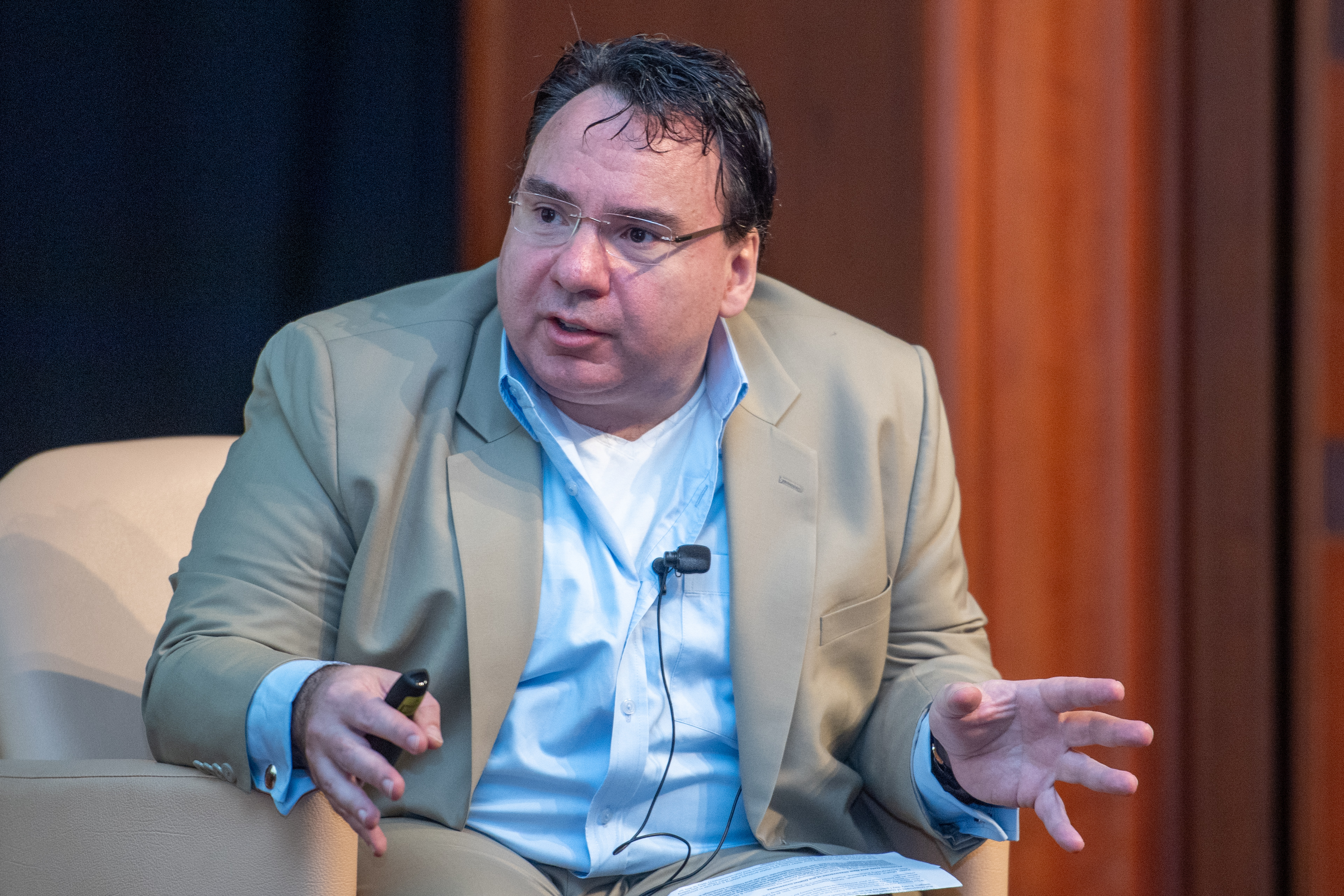
الدتور وليام زمرلي في الأرشيف والمكتبة الوطنية في أبوظبي

وليام جيرارد زمرلي هو أكاديمي وعالم آثار. وهو مدير مشروع الحفاظ على إثنوغرافيا ومشروع الفنون الصخرية والنقوش العربية في محافظة ظفار في سلطنة عمان. وكلاهما تحت رعاية ديوان البلاط السلطاني في سلطنة عمان.
يعمل وليام زمرلي الآن كمحاضر في قسم الآداب والعلوم الإنسانية في جامعة نيويورك في أبوظبي.

## تعليمه
حصل وليام زمرلي على شهادة البكالوريوس في التاريخ وعلم الإنسان من جامعة فارلي ديكينسون وحصل على الماجستير في الديانات واللغات القديمة من جامعة هارفارد وحصل على شهادة الدكتوراه في حضارات الشرق الأدنى ولغاتها من جامعة بنسيلفانيا، كما حصل على شهادة دراسات عليا في قانون الملكية الفكرية من جامعة إدنبرة.

## مهنته الأكاديمية[1]
يعد وليام زمرلي أكاديمي وعالم آثار ناجح متخصص في الديانات الشرق الأدنى والشرق الأوسط، كما انه مهتم بالحفاظ على التراث الثقافي. يدير حاليا مشروعين في سلطنة عمان، ألا وهما: مشروع الحفاظ على الإثنوغرافيا في ظفار، والذي يركز على توثيق تقليد حاملات البخور الكبويد، ومشروع الفن الصخري والنقوش العربية الجنوبية في ظفار، وهي مبادرة للعلوم الإنسانية الرقمية في جنوب عمان.
خلال فترة الدكتوراه، ركز وليام زمرلي على علم الآثار الميزوبوتامي، كما ركز على علم الآثار السورية والفلسطينية، إضافة إلى الكتابات السامية الشمالية الغربية.
قبل التحاقه بجامعة فارلي ديكينسون، درّس وليام زمرلي في جامعة روان في قسم الجغرافيا وعلم الإنسان، كما درّس مساقات متعلقة بعلم آثار مدينة القدس في جامعة بنسيلفانيا، ودرّس علم الاجتماع والتاريخ العالمي كباحث في برنامج "فولبرايت" الأمريكي في جامعة ظفار في سلطة عمان.
وحصل وليام زمرلي على عدة زمالات مرموقة، مثل زمالة "سيلفان سي وباميلا كولمان" التنظيمية لعام 2012-2013 في قسم فنون الشرق الأدنى القديم في متحف المتروبوليتان للفنون في مدينة نيويورك، إضافة إلى زمالة سامويل لعام 2011 في تاريخ الفنون في المركز الأمريكي للبحوثات الشرقية في عمّان. بالإضافة إلى ذلك، شغل الدكتور زيمرلي منصب خبير في حوار الأديان في مركز بوسطن للدراسات اللاهوتية في عامي 1999-2000.

## العمل الميداني[3]
سلط وليام زمرلي الضوء على عمله والرحلات التي يخوضها ليعطي صورة واقعية عن طبيعة عمله. كما جمع وثائق عديدة عن الفن الصخري الموجود في مأوى الكهوف في منطقة ظفار في عمان، وذلك من خلال التصوير والكتابة.
في أعماق هذه الكهوف الواقعة بجانب ساحل شبه الجزيرة العربية، استخدمت العديد من العائلات والقبائل النقش على الحجر كوسيلة للتعبير عن أنفسهم. تعود هذه النقوش إلى فترة ما بين القرني الرابع والخامس قبل الميلاد إلى القرن الخامس بعد الميلاد. قامت هذه العائلات والقبائل برسم مشاهد تضم محاربين وحيوانات وسفن وأشجار باستخدام ألوان مصنوعة من الهيماتيت والكربون، وهي مواد حصلوا عليها من التربة المحيطة.
يركز زمرلي على الأهمية العالمية لفن الصخور، وهذا لشمولتها، حيث موجودة في جميع أنحاء العالم، وهي تبين ميل الإنسان الفطري للنجاة والتواصل عن الطريق الكتابات والفنون البصرية.